# 公认审计准则
公认审计准则（英語：Generally Accepted Auditing Standards）是一套标准，可据此对审计质量进行判断。有几个组织已经制定了这样的一套准则，这些准则因地区而异。在中国，中国注册会计师审计准则准则由中国注册会计师协会颁布。在美国，此标准由美国注册会计师协会审计标准委员会颁布。